# Danh sách bài hát thu âm bởi Katy Perry

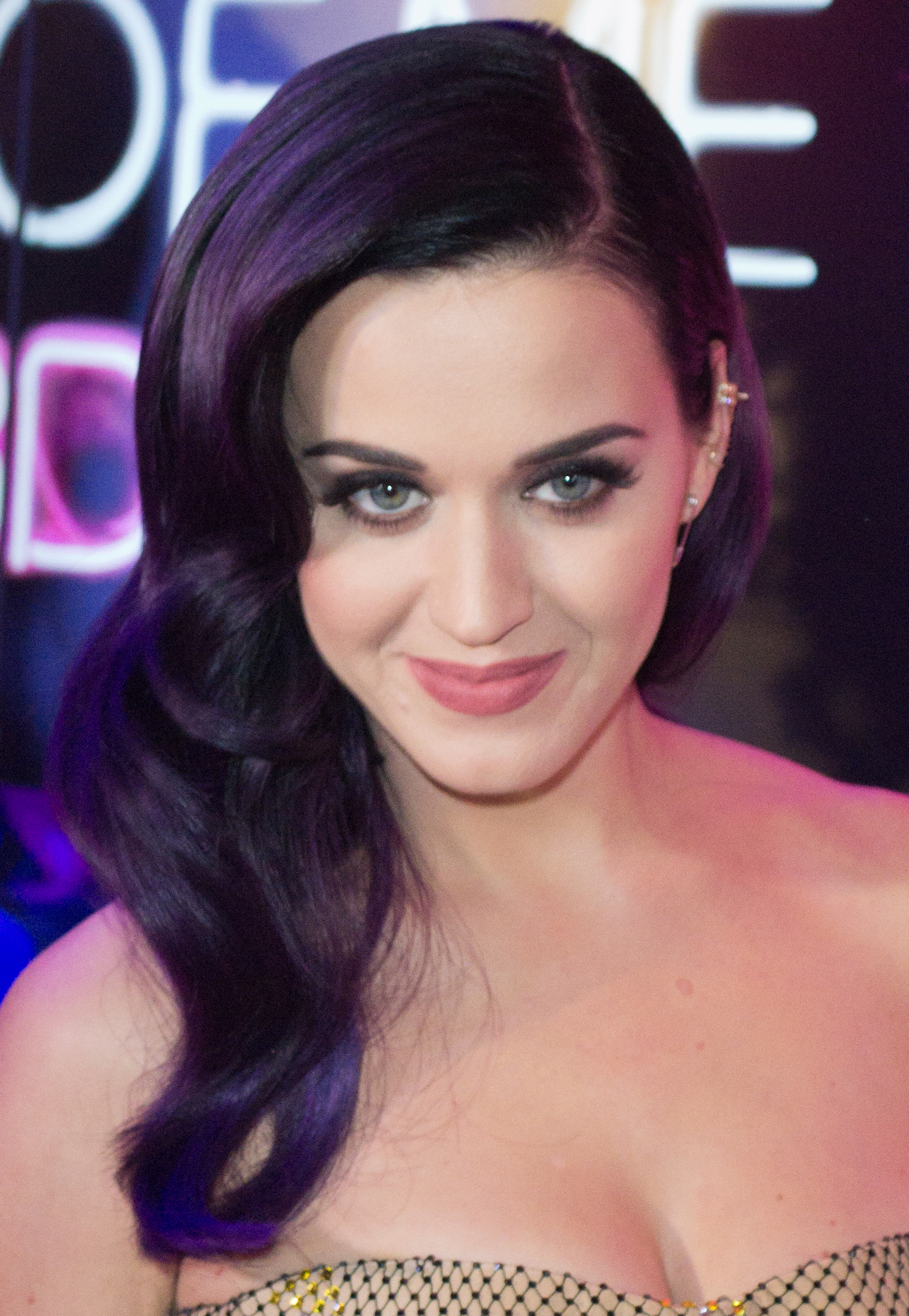
Katy Perry tại lễ ra mắt bộ phim Katy Perry: Part of Me
vào ngày 30 tháng 6 năm 2012

Nữ ca sĩ kiêm sáng tác nhạc người Mỹ Katy Perry đã thu âm các ca khúc cho 4 album phòng thu, vài bài hát trong số đó là những bản kết hợp cùng những nghệ sĩ khác. Ở tuổi 15, Perry ký một hợp đồng thu âm cùng hãng đĩa Red Hill Records và thực hiện một album theo phong cách phúc âm mang tên Katy Hudson vào năm 2000. Album được phát hành vào ngày 6 tháng 3 năm 2001. Dù vậy, hãng thu âm bị đóng cửa chỉ sau đó một năm. Sau khi có hai hợp đồng thu âm khác không đạt được thành công, Perry tiếp tục ký hợp đồng thứ tư cùng Capitol Records vào năm 2007, một phần của hãng đĩa Virgin.
Khi ký hợp đồng cùng Capitol, Perry bắt đầu khâu thu âm cho album thứ hai của mình, One of the Boys và phát hành album này vào ngày 17 tháng 6 năm 2008. Cô hợp tác cùng Dr. Luke và Max Martin trong đĩa đơn đầu tiên, "I Kissed a Girl" và đĩa đơn thứ hai "Hot n Cold". Đĩa đơn đầu tiên đạt vị trí đầu bảng trên Billboard Hot 100, trong khi đĩa đơn thứ hai vươn tới vị trí thứ ba. Perry còn đồng sáng tác bài hát "Lost" và "A Cup of Coffee" cùng với Ted Bruner, cùng hai bài hát khác là "Ur So Gay" và "Fingerprints" với Greg Wells. Đĩa đơn thứ ba, "Thinking of You" là một trong những bài hát được sáng tác hoàn toàn bởi Perry, cùng với "One of the Boys" và "Mannequin". Bài hát "I Do Not Hook Up" và "Long Shot" được viết trong 5 năm thực hiện album One of the Boys nhưng không thể lọt vào danh sách cuối cùng, Kelly Clarkson chọn lại hai bài hát này để thu âm trong album All I Ever Wanted (2009). Vào tháng 7 năm 2009, cô xuất hiện dưới vai trò khách mời trong bài hát của 3OH!3 - "Starstrukk", ca khúc được phát hành trong album Want của nhóm. Vào tháng 2 năm 2010, cô cũng song ca cùng Timbaland trong bài hát "If We Ever Meet Again", nằm trong album Shock Value II của anh.
Perry bắt đầu quá trình thu âm cho album phòng thu thứ ba của mình, Teenage Dream, vào tháng 10 năm 2009. Album được phát hành ngày 24 tháng 8 năm 2010. Cô tiếp tục hợp tác cùng Dr. Luke và Martin trong phần lớn album. Cùng với nhiều nghệ sĩ khác, họ đồng sáng tác nhiều ca khúc như "California Gurls", "Teenage Dream", "E.T.", "Last Friday Night (T.G.I.F.)"và "The One That Got Away". Riêng bài hát "Firework" được đồng sáng tác bởi Perry cùng với Ester Dean, Sandy Vee, Mikkel S. Eriksen và Tor Erik Hermansen của đội ngũ sản xuất Stargate, trong khi Perry, Dean và Stargate đồng sáng tác bài hát "Peacock". Cô còn hợp tác cùng Monte Neuble và Christopher "Tricky" Stewart trong bài hát "Circle the Drain" và "Who Am I Living For?" Tháng 3 năm 2012, cô tái bản lại Teenage Dream với phiên bản Teenage Dream: The Complete Confection, bao gồm nhiều bản phối lại của các bài hát từ phiên bản gốc được ra mắt hồi tháng 8 năm 2010. Album bao gồm những ca khúc mới như "Dressin' Up" và hai ca khúc được chọn làm đĩa đơn tiếp theo "Part of Me" và "Wide Awake". Perry bắt đầu thu âm album phòng thu thứ tư của mình, Prism vào tháng 11 năm 2012 và đã hoàn thành vào tháng 7 năm 2013. Album được phát hành vào ngày 18 tháng 10 năm 2013, bao gồm các đĩa đơn "Roar", "Unconditionally", "Dark Horse", "Birthday" và "This Is How We Do".

## Danh sách bài hát

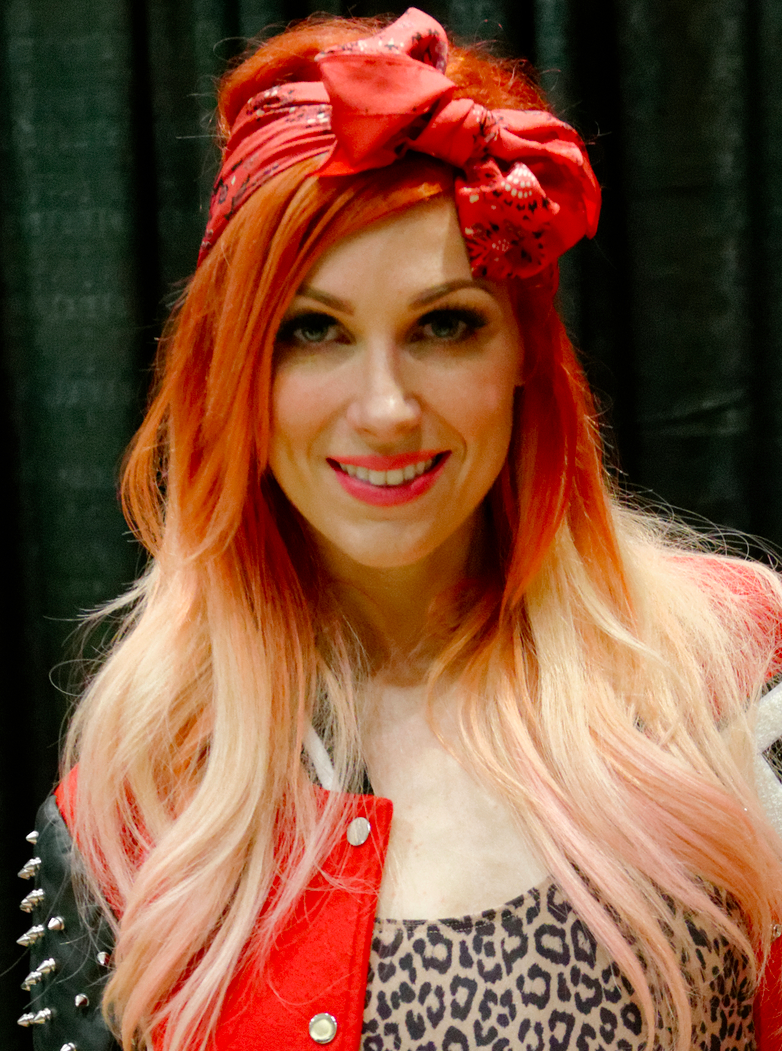
Bonnie McKee đồng sáng tác năm bài hát cùng Perry, cả năm đều đạt vị trí đầu bảng tại Hot 100.

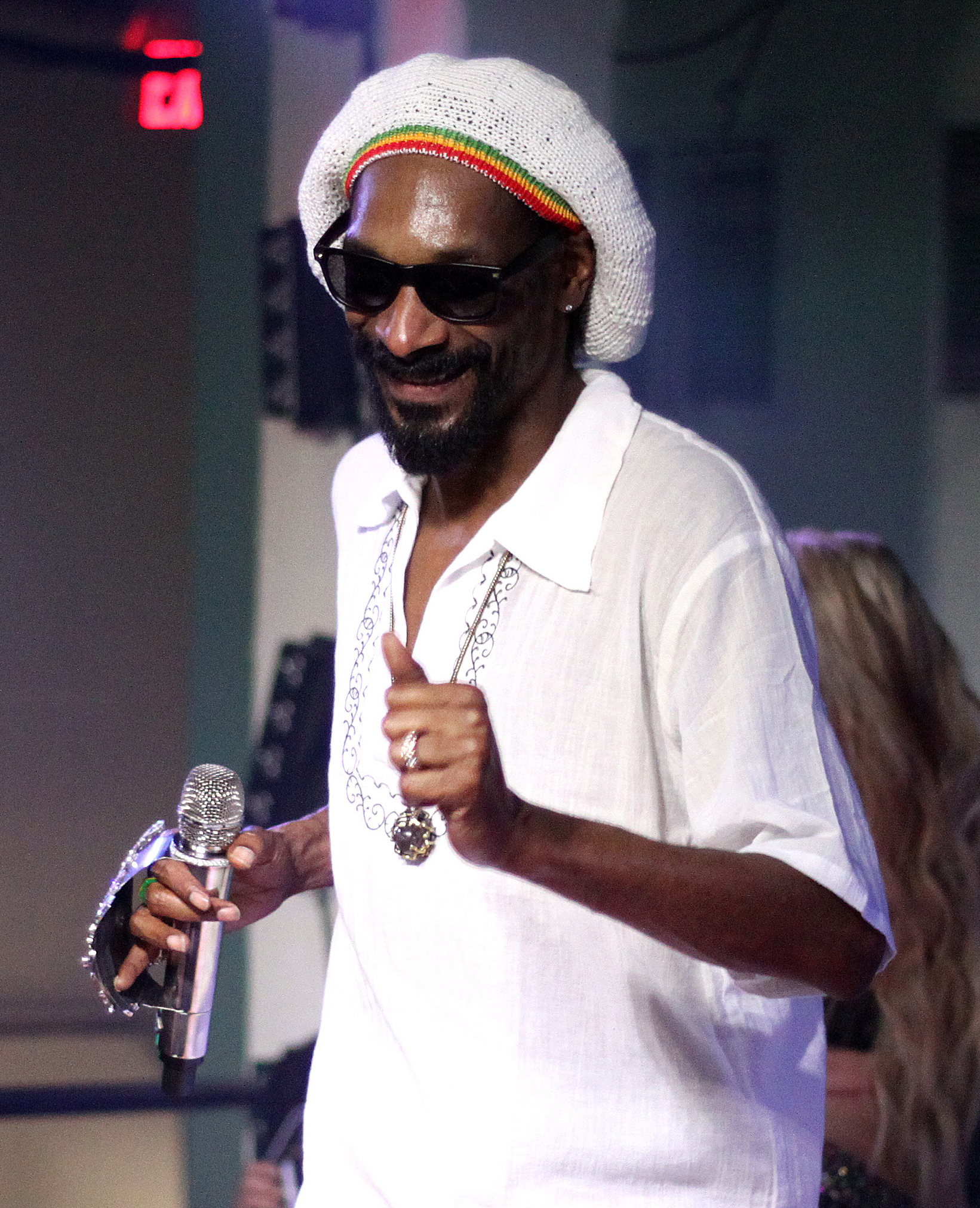
Snoop Dogg đồng sáng tác bài hát "California Gurls" và xuất hiện dưới dạng là nghệ sĩ khách mời.

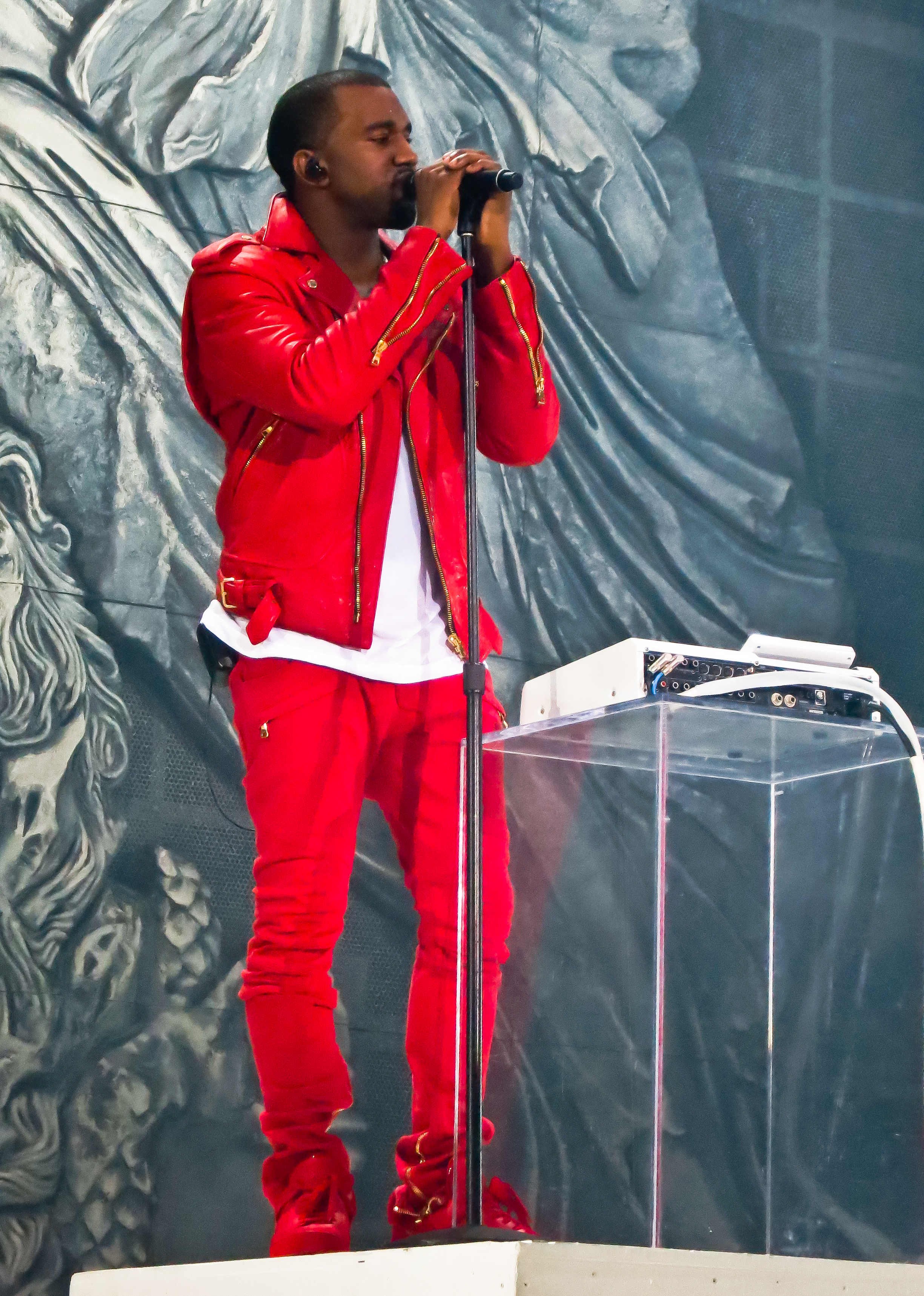
Kanye West đồng sáng tác bản phối lại của "E.T." và xuất hiện dưới dạng là nghệ sĩ khách mời.

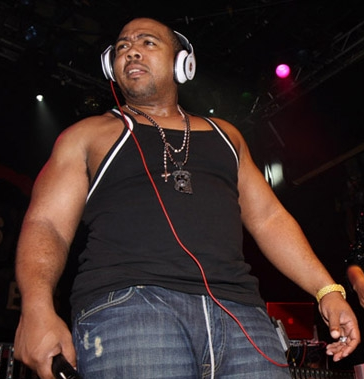
Perry hợp tác cùng Timbaland trong bài hát "If We Ever Meet Again".

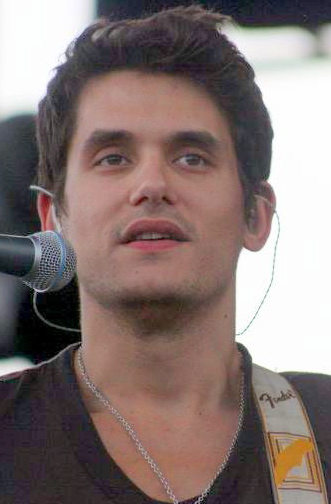
John Mayer hợp tác cùng Perry trong bài hát "Who You Love" và đồng sáng tác "Spiritual".

| † | Phát hành dưới dạng đĩa đơn                  |
| # | Phát hành dưới dạng đĩa đơn quảng bá         |
| ‡ | Bài hát được sáng tác toàn bộ bởi Katy Perry |

| Bài hát                            | Nghệ sĩ                               | Sáng tác                                                                               | Album                                  | Năm  | Nguồn  |
| ---------------------------------- | ------------------------------------- | -------------------------------------------------------------------------------------- | -------------------------------------- | ---- | ------ |
| "Birthday"                         | Katy Perry                            | Katy Perry Lukasz Gottwald Max Martin Bonnie McKee Henry Walter                        | Prism                                  | 2013 | [ 15 ] |
| "By the Grace of God"              | Katy Perry                            | Katy Perry Greg Wells                                                                  | Prism                                  | 2013 | [ 15 ] |
| "California Gurls"                 | Katy Perry hợp tác cùng Snoop Dogg    | Bonnie McKee Calvin Broadus Katy Perry Lukasz Gottwald Max Martin                      | Teenage Dream                          | 2010 | [ 12 ] |
| "A Cup of Coffee"                  | Katy Perry                            | Glen Ballard Katy Perry Matt Thiessen                                                  | One of the Boys                        | 2008 | [ 4 ]  |
| "Choose Your Battles"              | Katy Perry                            | Katy Perry Jonatha Brooke Greg Wells                                                   | Prism                                  | 2013 | [ 15 ] |
| "Circle the Drain" #               | Katy Perry                            | Christopher Stewart Katy Perry Monte Neuble                                            | Teenage Dream                          | 2010 | [ 12 ] |
| "Dark Horse" #                     | Katy Perry hợp tác cùng Juicy J       | Henry Walter Lukasz Gottwald Jordan Houston Katy Perry Max Martin Sarah Theresa Hudson | Prism                                  | 2013 | [ 15 ] |
| "Double Rainbow"                   | Katy Perry                            | Katy Perry Sia Furler Greg Kurstin                                                     | Prism                                  | 2013 | [ 15 ] |
| "Dressin' Up"                      | Katy Perry                            | Christopher Stewart Katy Perry Matt Thiessen Monte Neuble                              | Teenage Dream: The Complete Confection | 2012 | [ 14 ] |
| "E.T."                             | Katy Perry                            | Joshua Coleman Katy Perry Lukasz Gottwald Max Martin                                   | Teenage Dream                          | 2010 | [ 12 ] |
| "E.T." ·                           | Katy Perry hợp tác cùng Kanye West    | Joshua Coleman Katy Perry Kanye West Lukasz Gottwald Max Martin                        | Chỉ đụơc phát hành dưới dạng đĩa đơn   | 2011 | [ 14 ] |
| "E.T."                             | Katy Perry hợp tác cùng Kanye West    | Joshua Coleman Katy Perry Kanye West Lukasz Gottwald Max Martin                        | Teenage Dream: The Complete Confection | 2012 | [ 14 ] |
| "Faith Won't Fail"                 | Katy Perry                            | Katy Perry Mark Dickson                                                                | Katy Hudson                            | 2001 | [ 18 ] |
| "Fingerprints"                     | Katy Perry                            | Greg Wells Katy Perry                                                                  | One of the Boys                        | 2008 | [ 4 ]  |
| "Firework"                         | Katy Perry                            | Ester Dean Katy Perry Mikkel S. Eriksen Sandy Wilhelm Tor Erik Hermansen               | Teenage Dream                          | 2010 | [ 12 ] |
| "Ghost"                            | Katy Perry                            | Katy Perry Lukasz Gottwald Max Martin Bonnie McKee Henry Walter                        | Prism                                  | 2013 | [ 15 ] |
| "Growing Pains"                    | Katy Perry                            | Katy Perry Mark Dickson                                                                | Katy Hudson                            | 2001 | [ 18 ] |
| "Hot n Cold"                       | Katy Perry                            | Katy Perry Lukasz Gottwald Max Martin                                                  | One of the Boys                        | 2008 | [ 4 ]  |
| "Hummingbird Heartbeat"            | Katy Perry                            | Christopher Stewart Katy Perry Monte Neuble Stacy Barthe                               | Teenage Dream                          | 2010 | [ 12 ] |
| "I Kissed a Girl"                  | Katy Perry                            | Cathy Dennis Katy Perry Lukasz Gottwald Max Martin                                     | One of the Boys                        | 2008 | [ 4 ]  |
| "I Think I'm Ready"                | Katy Perry                            | Katy Perry Ted Bruner                                                                  | One of the Boys                        | 2008 | [ 4 ]  |
| "If You Can Afford Me"             | Katy Perry                            | Dave Katz Katy Perry Sam Hollander                                                     | One of the Boys                        | 2008 | [ 4 ]  |
| "If We Ever Meet Again"            | Timbaland hợp tác cùng Katy Perry     | James Washington Michael Busbee Timothy Mosley                                         | Shock Value II                         | 2010 | [ 9 ]  |
| "I'm Still Breathing"              | Katy Perry                            | David Stewart Katy Perry Matt Thiessen                                                 | One of the Boys                        | 2008 | [ 4 ]  |
| "International Smile"              | Katy Perry                            | Katy Perry Lukasz Gottwald Max Martin Henry Walter                                     | Prism                                  | 2013 | [ 15 ] |
| "It Takes Two"                     | Katy Perry                            | Katy Perry Tor Erik Hermansen Mikkel Storleer Eriksen Benjamin Levin Emeli Sandé       | Prism                                  | 2013 | [ 15 ] |
| "Last Call"                        | Katy Perry                            | Katy Perry ‡                                                                           | Katy Hudson                            | 2001 | [ 18 ] |
| "Last Friday Night (T.G.I.F.)"     | Katy Perry                            | Bonnie McKee Katy Perry Lukasz Gottwald Max Martin                                     | Teenage Dream                          | 2010 | [ 12 ] |
| "Last Friday Night (T.G.I.F.)"     | Katy Perry hợp tác cùng Missy Elliott | Joshua Coleman Katy Perry Lukasz Gottwald Max Martin Melissa Elliott                   | Teenage Dream: The Complete Confection | 2012 | [ 14 ] |
| "Legendary Lovers"                 | Katy Perry                            | Katy Perry Lukasz Gottwald Max Martin Bonnie McKee Henry Walter                        | Prism                                  | 2013 | [ 15 ] |
| "Legends Never Die"                | Ferras hợp tác cùng Katy Perry        | Ferras Sarah Hudson Greg Wells                                                         | Ferras                                 | 2014 | [ 19 ] |
| "Lost"                             | Katy Perry                            | Katy Perry Ted Bruner                                                                  | One of the Boys                        | 2008 | [ 4 ]  |
| "Love Me"                          | Katy Perry                            | Katy Perry Max Martin Christian "Bloodshy" Karlsson Vincent Pontare Magnus Lidehäll    | Prism                                  | 2013 | [ 15 ] |
| "Mannequin"                        | Katy Perry                            | Katy Perry ‡                                                                           | One of the Boys                        | 2008 | [ 4 ]  |
| "My Own Monster"                   | Katy Perry                            | Katy Perry ‡                                                                           | Katy Hudson                            | 2001 | [ 18 ] |
| "Naturally"                        | Katy Perry                            | Katy Perry Scott Faircloff                                                             | Katy Hudson                            | 2001 | [ 18 ] |
| "Not Like the Movies" #            | Katy Perry                            | Greg Wells Katy Perry                                                                  | Teenage Dream                          | 2010 | [ 12 ] |
| "One of the Boys"                  | Katy Perry                            | Katy Perry ‡                                                                           | One of the Boys                        | 2008 | [ 4 ]  |
| "Part of Me"                       | Katy Perry                            | Bonnie McKee Katy Perry Lukasz Gottwald Max Martin                                     | Teenage Dream: The Complete Confection | 2012 | [ 14 ] |
| "Peacock"                          | Katy Perry                            | Ester Dean Katy Perry Mikkel S. Eriksen Tor Erik Hermansen                             | Teenage Dream                          | 2010 | [ 12 ] |
| "Pearl"                            | Katy Perry                            | Greg Wells Katy Perry                                                                  | Teenage Dream                          | 2010 | [ 12 ] |
| "Piercing"                         | Katy Perry                            | Brian White Katy Perry Tommy Collier                                                   | Katy Hudson                            | 2001 | [ 18 ] |
| "Roar"                             | Katy Perry                            | Bonnie McKee Henry Walter Katy Perry Lukasz Gottwald Max Martin                        | Prism                                  | 2013 | [ 15 ] |
| "Search Me"                        | Katy Perry                            | Katy Perry Scott Faircloff                                                             | Katy Hudson                            | 2001 | [ 18 ] |
| "Self Inflicted"                   | Katy Perry                            | Anne Preven Katy Perry Scott Cutler                                                    | One of the Boys                        | 2008 | [ 4 ]  |
| "Simple"                           | Katy Perry                            | Glen Ballard Katy Perry                                                                | The Sisterhood of the Traveling Pants  | 2005 | [ 20 ] |
| "Spiritual"                        | Katy Perry                            | Katy Perry Greg Kurstin John Mayer                                                     | Prism                                  | 2013 | [ 15 ] |
| "Spit"                             | Katy Perry                            | Katy Perry ‡                                                                           | Katy Hudson                            | 2001 | [ 18 ] |
| "Starstrukk"                       | 3OH!3 hợp tác cùng Katy Perry         | Nathaniel Motte Sean Foreman                                                           | Want                                   | 2009 | [ 8 ]  |
| "Teenage Dream"                    | Katy Perry                            | Benjamin Levin Bonnie McKee Katy Perry Lukasz Gottwald Max Martin                      | Teenage Dream                          | 2010 | [ 12 ] |
| "The One That Got Away"            | Katy Perry                            | Katy Perry Lukasz Gottwald Max Martin                                                  | Teenage Dream                          | 2010 | [ 12 ] |
| "The One That Got Away" (Acoustic) | Katy Perry                            | Katy Perry Lukasz Gottwald Max Martin                                                  | Teenage Dream: The Complete Confection | 2012 | [ 14 ] |
| "Thinking of You"                  | Katy Perry                            | Katy Perry ‡                                                                           | One of the Boys                        | 2008 | [ 4 ]  |
| "This Is How We Do"                | Katy Perry                            | Katy Perry Klas Åhlund Max Martin                                                      | Prism                                  | 2013 | [ 15 ] |
| "This Moment"                      | Katy Perry                            | Katy Perry Tor Erik Hermansen Mikkel Storleer Eriksen Benjamin Levin                   | Prism                                  | 2013 | [ 15 ] |
| "Trust in Me"                      | Katy Perry                            | Katy Perry Mark Dickson                                                                | Katy Hudson                            | 2001 | [ 18 ] |
| "Ur So Gay" #                      | Katy Perry                            | Greg Wells Katy Perry                                                                  | One of the Boys                        | 2008 | [ 4 ]  |
| "Unconditionally"                  | Katy Perry                            | Katy Perry Lukasz Gottwald Max Martin Henry Walter                                     | Prism                                  | 2013 | [ 15 ] |
| "Waking Up in Vegas"               | Katy Perry                            | Andreas Carlsson Desmond Child Katy Perry                                              | One of the Boys                        | 2008 | [ 4 ]  |
| "Walking on Air" #                 | Katy Perry                            | Katy Perry Klas Åhlund Max Martin Adam Baptiste Camela Leierth                         | Prism                                  | 2013 | [ 15 ] |
| "When There's Nothing Left"        | Katy Perry                            | Katy Perry ‡                                                                           | Katy Hudson                            | 2001 | [ 18 ] |
| "Who Am I Living For?"             | Katy Perry                            | Brian Telestai Christopher Stewart Katy Perry Monte Neuble                             | Teenage Dream                          | 2010 | [ 12 ] |
| "Who You Love"                     | John Mayer hợp tác cùng Katy Perry    | John Mayer Katy Perry                                                                  | Paradise Valley                        | 2013 | [ 17 ] |
| "Wide Awake"                       | Katy Perry                            | Bonnie McKee Henry Walter Katy Perry Lukasz Gottwald Max Martin                        | Teenage Dream: The Complete Confection | 2012 | [ 14 ] |